# Portrait de Jakob Muffel
Le Portrait de Jakob Muffel est une peinture à l'huile sur panneau de bois transférée sur toile (48 × 36 cm), peinte par Albrecht Dürer en 1526. Dans le coin supérieur gauche, elle porte l'inscription « EFFIGIES IACOBI MVFFEL AETATIS SVE ANNO LV SALVTIS VERO MDXXVI ». Cette œuvre est conservée à la Gemäldegalerie de Berlin. 

## Histoire
Dürer a peint ce tableau à Nuremberg la même année que le Portrait de Hieronymus Holzschuher et celui de Johann Kleberger. À l'instar de Holzschuher, Jakob Muffel (1471-1526) était un ami de Dürer et de Willibald Pirckheimer, et il appartenait comme lui aux patriciens de la ville. Il en était le bourgmestre à l'époque où Dürer a fait don de ses Quatre Apôtres à la cité. Il est mort le 26 avril 1526, soit peu de temps après l'achèvement du tableau.
Ce portrait ayant les mêmes dimensions que celui de Holzschuher, il se peut que les deux œuvres aient formé une paire, destinée à une cérémonie officielle.

## Postérité
En 1948, la République fédérale d'Allemagne a fait imprimer un billet de banque de 100 DM qui utilisait le portrait de ce tableau.

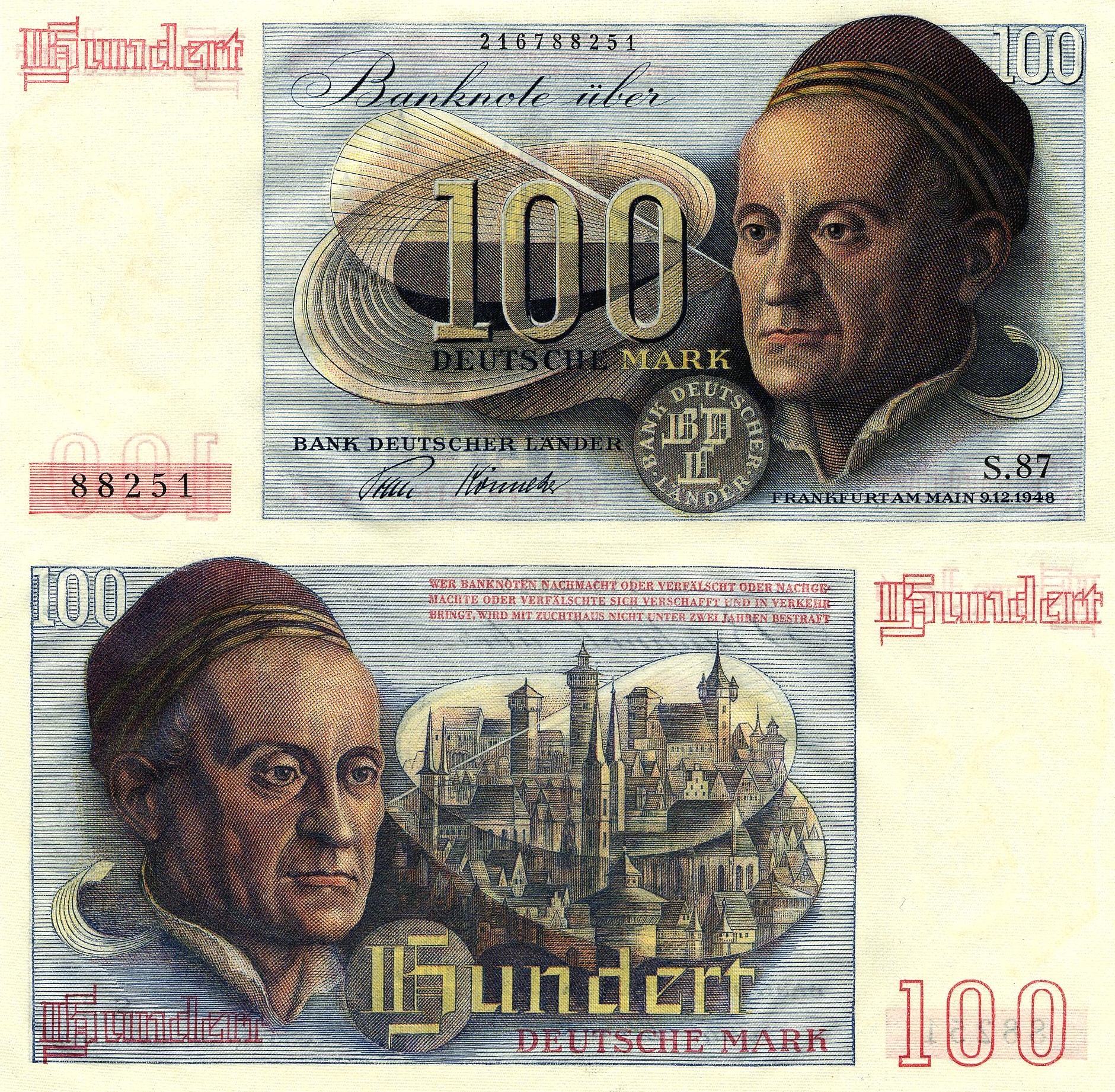
Billet de 100 DM à l'effigie de Jakob Muffel